# In Pimpeltjesland
In Pimpeltjesland is het 32ste stripverhaal van Jommeke. De reeks wordt getekend door striptekenaar Jef Nys.

## Personages
- Jommeke
- Flip
- Filiberke
- Pekkie
- Annemieke
- Rozemieke
- Professor Gobelijn
- De pimpeltjes (Pimpelo, koning Pimpelpap, prinses Pimpelella, dokter Pimpeldam e.a.)

## Verhaal
Het verhaal begint met een opmerking van Filiberke dat het jammer is dat de poppen van De Miekes niet echt leven. Kort daarop vertrekken Jommeke en zijn vrienden op een boottocht met het zeiljacht van Archibald van Buikegem, een rijke vriend die ze hielpen in het album 'De gouden jaguar'. Tijdens een onweer vergaat de boot echter en belanden ze allemaal op een onbekend eiland. Ze ontdekken dat het eiland bewoond wordt door en volk van kleine mensen, de 'pimpeltjes' genaamd. De pimpeltjes zijn even groot als de papegaai Flip.
Jommeke en zijn vrienden worden in het dorp toegelaten. Wat volgt zijn diverse grappige situaties waarin het verschil in grootte tussen de vrienden en de pimpeltjes centraal staat. Ook de dieren op het eiland zijn klein. Toch is niet alles peis en vree op het eiland. De prinses Pimpelella is zwaar ziek en niemand op het eiland kan haar genezen. Jommeke besluit professor Gobelijn in te schakelen. Flip vliegt met de hulp van enkele trekkende ooievaars terug naar huis. Professor Gobelijn gaat daarop met een nieuw vliegend toestel naar het eiland en slaagt erin de prinses te genezen. Daarna keren de vrienden met de professor terug naar huis.

## Achtergronden bij het verhaal
- In dit album wordt het thema van het onbekende (ei)land gecombineerd met een gefantaseerde bevolking, waardoor enkele grappige situaties uitgewerkt kunnen worden. Dergelijke verhalen kwamen eerder al voor in albums als Paradijseiland en Het verkeerde land.
- Het vliegend toestel van de professor is een voorloper van de vliegende bol, maar heeft nog niet zijn echte vorm. Het kwam eerder al voor in De verloren zoon.
- Het personage Archibald van Buikegem komt voor de tweede maal in de reeks voor, zij het enkel als vermelding en niet in beeld. In de herdruk is dit aangepast.
- In het verhaal Chaos in Pimpeltjesland (2015), keert Jommeke terug naar Pimpeltjesland.